# Djofa
Djofa (ou Djoffa, Djofa Mousgoum) est une localité du Cameroun située dans la commune de Kai-Kai, le département du Mayo-Danay et la Région de l'Extrême-Nord, à proximité de la frontière avec le Tchad.

## Population
En 1967, la localité comptait 343 habitants, principalement Mousgoum et Peuls. À cette date, le marché hebdomadaire s'y tenait le samedi.
Lors du recensement de 2005, on y a dénombré 1 036 personnes.